# Crise constitutionnelle de 1993 au Guatemala
La crise constitutionnelle de 1993 au Guatemala, aussi appelé l'auto-coup d'État de 1993 au Guatemala ou encore le « Serrazano », est un coup d'état, un autogolpe, perpétré le mardi 25 mai 1993 par Jorge Serrano Elías, alors président en exercice du Guatemala. Les principaux faits consistent en la dissolution du Congrès, la tentative de réorganisation des instances judiciaires et de manipulation électorale, ainsi que la mise en place d'une censure de la presse. Au bout de dix jours, les forces démocratiques du pays rétablissent la constitution et désignent comme président le procureur des droits de l'homme, Ramiro de León Carpio. En raison de la courte durée de la crise, certains la qualifient de putsch raté.

## Contexte

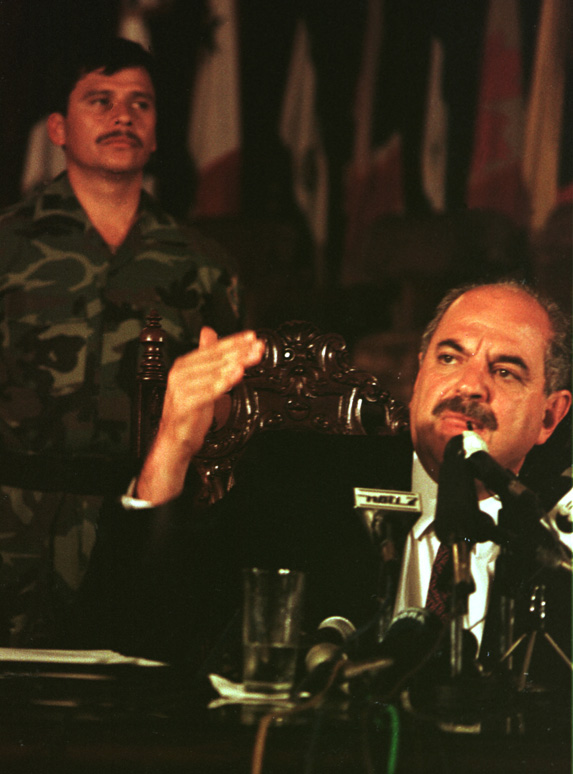
Le président Serrano Elías durant un discours.

Jorge Serrano Elías succède en 1991 à un autre président civil, après trois décennies de dictature militaire. La popularité de ce prédicateur évangéliste, sans majorité au Parlement, était très basse, en raison des mesures libérales qu'il avait imposées et qui l'avaient privé de l'appui de deux partis. Les négociations menées avec les mouvements de guérilla semblaient également bloquées. En 1993, le Guatemala est une jeune démocratie de sept ans, affaiblie constamment par des fréquents événements violents, par l'existence de mouvements de guérilla et par la corruption. Les premières manifestations massives de mécontentement populaire se déroulent en mars et consistent en des protestations à la suite de la hausse des prix de l'énergie et du transport. La situation change de visage avec un mouvement étudiant, protestant contre un projet d'uniforme estudiantin considéré comme un signal de militarisation. Le 12 mai, un étudiant de 17 ans, Abner Adiel Hernández, est assassiné dans une violente manifestation devant le Congrès.
Le mécontentement public continue de s'accroître. En même temps, une vague d'actes d'intimidation est constatée dans le pays : un professeur d'université est tué par des coups de feu, trois étudiants sont pris en otage sur la voie publique et des cadavres de personnes assassinées et mutilées sont signalés. Concomitamment, un contrôle des finances de la présidence est demandé par un parti d'opposition, mettant en avant les luxueuses propriétés construites durant son mandat. Le jour qui suit cette demande, la radio nationale annonce le putsch.

## Répression et chute
Visiblement inspirées par les mesures imposées par son homologue péruvien Alberto Fujimori en avril 1992, les mesures, annoncées à la télévision guatémaltèque, comprennent la dissolution du Congrès de la République, de la Cour constitutionnelle et de la Cour suprême de justice, ainsi que la destitution du Procureur général de la Nation et du Chef du Ministère public. De plus, la Cour suprême électorale est sollicitée pour convoquer, dans les 60 jours, une assemblée nationale constituante. Des droits et des garanties constitutionnelles sont suspendues par des Normas Temporales de Gobierno (règles temporaires gouvernementales). Les domiciles du Procureur des Droits de l'homme, du Président de la Cour suprême électorale et du Président du Congrès sont entourés d'un cordon policier. Les réunions de plus de trois personnes sont interdites sans autorisation préalable. Enfin, l'armée déploie  des tanks aux entrées de la Ville du Guatemala et de l'Université de San Carlos.
Cependant, la Cour constitutionnelle, présidée par Epaminondas González Dubón décrète le même jour illégitimes et inconstitutionnelles les mesures prises et dispositions des dénommées Normas Temporales de Gobierno. De même, la Cour suprême électorale, présidée par Arturo Herbruger Asturias, réfute à Serrano le droit de convoquer immédiatement des élections législatives. La presse indépendante, censurée le 25 mai, réussie à publier quelques exemplaires clandestinement le 26 mai, reproduits et distribués dans le pays. Dans le quotidien Prensa Libre, le Procureur des Droits de l'homme, qui s'est échappé de son domicile, se déclare le défenseur de la Constitution et du système démocratique. Il appelle la société à la résistance.
Les protestations s'intensifient, dans le pays et de la part de plusieurs pays et organisations internationales. Finalement, risquant de perdre le support de l'armée, Jorge Serrano Elías fuit le pays en destination du Panama. Le vice-président Gustavo Adolfo Espina Salguero assume la charge quelques jours, jusqu'à ce que, le 6 juin, le Congrès désigne Ramiro de León Carpio comme nouveau Président de la République,.